# Na.
Na.（エヌエー）は、日本のミュージシャン・音楽プロデューサー。その他、MC、パーソナリティなど。大阪市出身。AB型。

## 解説
現在の主な活動は、不定形J-POP・ソロ・ユニットコークヘロ。ENRIQUEとの弾き語りユニット兄弟仁義 (エンリケ＋コークヘロ)。ピカソラスは主宰のインディペンデント・レーベル、及びイベント制作関係。

## 略歴
THE DOORSやThe Velvet Undergroundなどをルーツに持ったロックバンドを経て、20歳の時に単身で渡英。SKAの大御所THE TROJANSのメンバーと出会い、様々なジャンルの影響を受ける。帰国後はアンダーグラウンド・シーンの活動が続き、前身となるバンドでENRIQUEと運命的な出会いを果たす。現在の活動の主なスタイルは弾き語り。
- 経歴 KRSNA、ナチュラルマン、103東京サングラス、Na.3型、コークヘロ3型　etc...。　2006年、当時関西最大級の音楽コンテストにて楽曲「SUPER CAR」で準グランプリ受賞。2013年、楽曲「ネバーランド」が『カンニングのDAI安吉日!』（BSフジ）の期間エンディング・テーマ。自主レーベル、ピカソラス設立。2014年、Kiss FM KOBE「今夜はBB!」のメインパーソナリティ。

## 人物
大阪市で産まれる。兄は「VOCALOID2 初音ミクに「Ievan Polkka」を歌わせてみた」を作成し火がついた初音ミクなどのVOCALOIDや、『はちゅねミクの日常 ろいぱら!』の漫画家、Flashアニメーションの関連作品等で活躍が知られる音楽家・マルチクリエイターのOtomania。
好きな食べ物はサーロインステーキ。

## リリース関連
- 2005年 コークヘロ3型＝V.A.1曲『kreskajo』（wooper brains） ※収録曲「熱帯のエスキモー」
- 2006年 コークヘロ3型＝album.『a happy new world』（ピカソラスRECORDS）
- 2007年 コークヘロ＝mini album.『HIMAWARI ROAD』（ピカソラスRECORDS）
- 2008年 コークヘロ＝DEMO album.『黄色なすび-R』（ピカソラスRECORDS）
- 2008年 コークヘロ＝DEMO mini album.『るいせんふ』（ピカソラスRECORDS）
- 2009年 コークヘロ＝album.『機械仕掛けとジュリエット』（ピカソラスRECORDS）
- 2011年 コークヘロ＝solo album.『BEST BETTER BEST』（ピカソラスRECORDS）
- 2014年 兄弟仁義 (エンリケ＋コークヘロ)＝DEMO mini album.『初陣〜ui-jin〜』（ピカソラスRECORDS）